# Tsvetana Pironkova
Tsvetana Pironkova (en búlgaro: Цветана Кирилова Пиронкова; nacida el 13 de septiembre de 1987 en Plovdiv) es una tenista búlgara. Alcanzó su mejor ranking en individuales el 13 de septiembre de 2010, cuando se ubicó en el puesto 31 del mundo. Se convirtió en la segunda jugadora búlgara en alcanzar la semifinal de un torneo de Grand Slam (después de Manuela Maleeva), en Wimbledon 2010.

## Gallery

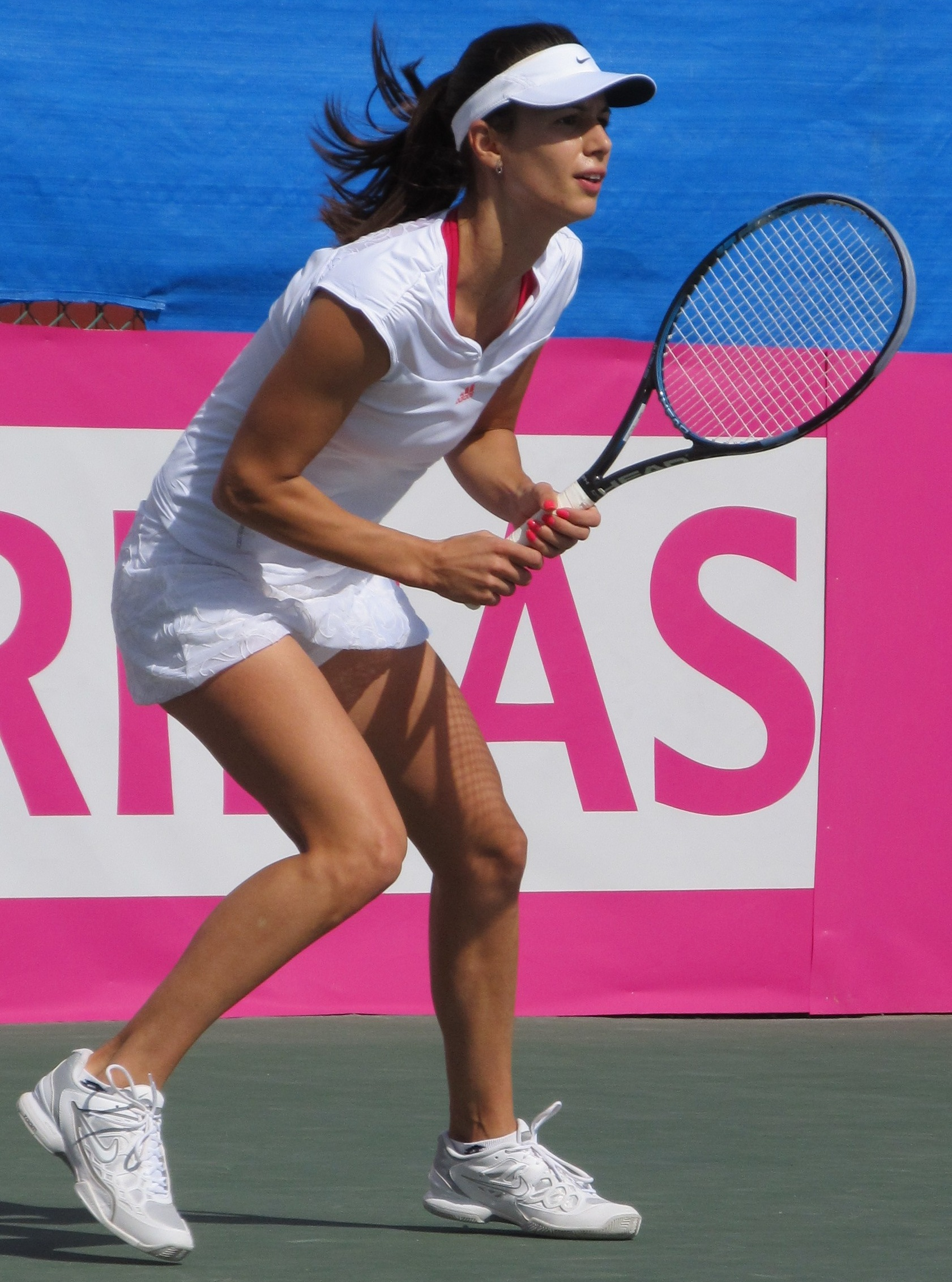
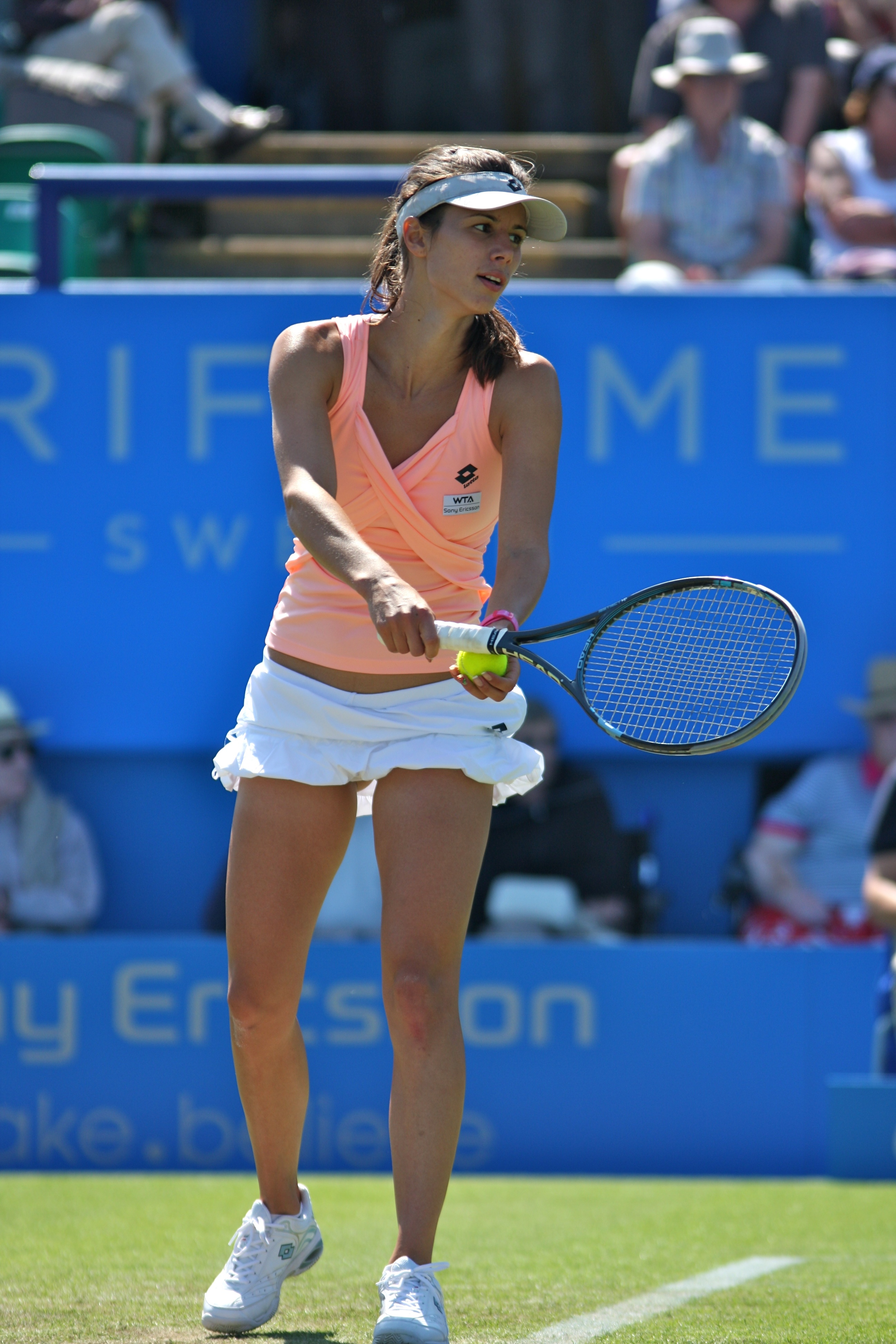
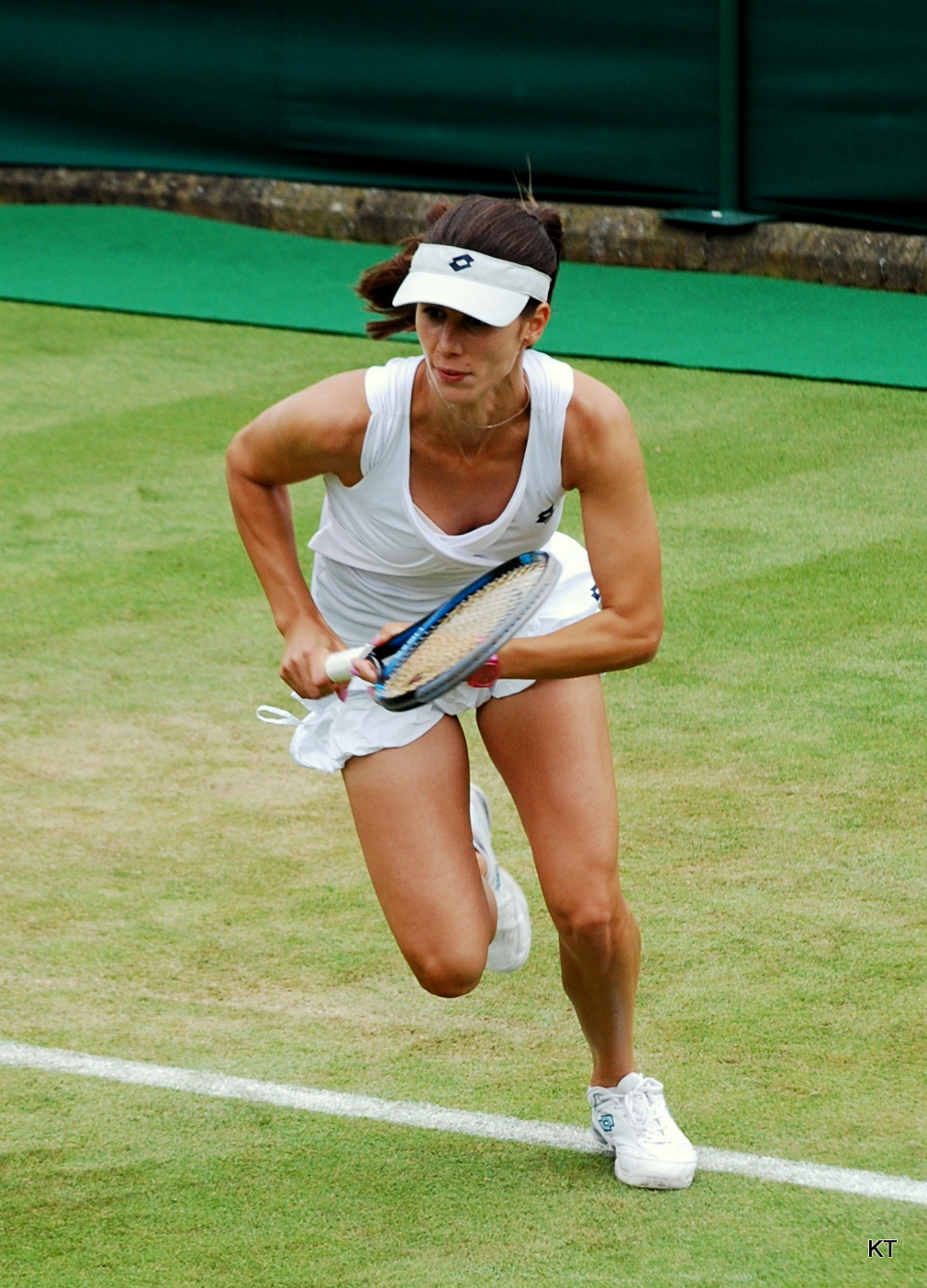
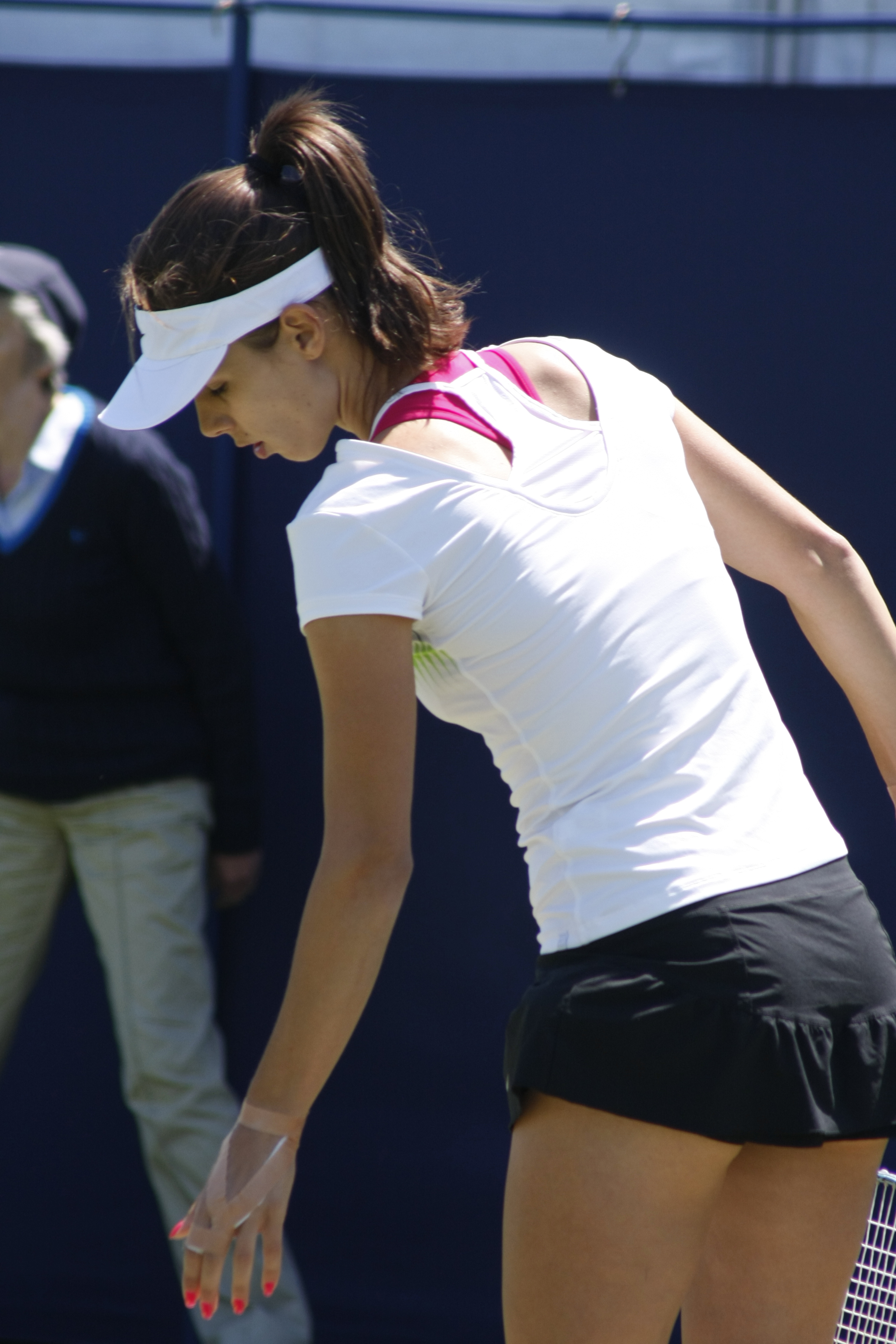

## Títulos WTA (1; 1+0)

### Individual (1)
| Leyenda                    |
| -------------------------- |
| Grand Slam (0)             |
| Juegos Olímpicos (0)       |
| WTA Tour Championships (0) |
| Premier Mandatory (0)      |
| Premier 5 (0)              |
| Premier (1)                |
| International (0)          |

| N.º | Fecha               | Torneos | Surperfie | Oponente en la final | Resultado |
| --- | ------------------- | ------- | --------- | -------------------- | --------- |
| 1.  | 10 de enero de 2014 | Sídney  | Dura      | Angelique Kerber     | 6-4, 6-4  |

## Clasificación en torneos del Grand Slam
| Torneos                   | 2006 | 2007 | 2008 | 2009 | 2010 | 2011 | 2012 | 2013 | 2014 | 2015 | 2016 | 2017 | 2018 | 2019 | 2020 | G–P   |
| ------------------------- | ---- | ---- | ---- | ---- | ---- | ---- | ---- | ---- | ---- | ---- | ---- | ---- | ---- | ---- | ---- | ----- |
| Grand Slam                |      |      |      |      |      |      |      |      |      |      |      |      |      |      |      |       |
| Abierto de Australia      | 2R   | 1R   | 2R   | 2R   | 2R   | 2R   | 2R   | 1R   | 2R   | 2R   | 1R   | 1R   | A    | A    | A    | 8–12  |
| Roland Garros             | 2R   | 1R   | 2R   | 1R   | 1R   | 2R   | 2R   | 1R   | 2R   | 3R   | CF   | 2R   | A    | A    |      | 8–11  |
| Wimbledon                 | 2R   | 1R   | 1R   | 1R   | SF   | CF   | 2R   | 4R   | 1R   | 1R   | 1R   | 2R   | A    | A    | NC   | 15–12 |
| Abierto de Estados Unidos | 1R   | 2R   | 1R   | 1R   | 2R   | 2R   | 4R   | 1R   | 2R   | 1R   | 2    | A    | A    | A    | CF   | 8–11  |
| G–P                       | 3–4  | 1–4  | 2–4  | 1–4  | 7–4  | 7–4  | 6–4  | 3–4  | 3–4  | 3-4  | 5-4  | 2-3  | 0-0  | 0-0  | 0-0  | 43-47 |